# Хорхе Комас
Хорхе Комас (ісп. Jorge Comas, нар. 9 червня 1960, Парана) — аргентинський футболіст, що грав на позиції нападника за декілька аргентинських клубних команд, мексиканський «Веракрус», а також олімпійську збірну Аргентини.

## Клубна кар'єра
У дорослому футболі дебютував 1980 року виступами за команду «Колон», в якій протягом двох років взяв участь у 48 матчах чемпіонату. 
Привернув увагу представників тренерського штабу клубу «Велес Сарсфілд», до складу якого приєднався 1981 року. Відіграв за команду з Буенос-Айреса наступні п'ять сезонів своєї ігрової кар'єри. Більшість часу, проведеного у складі «Велес Сарсфілда», був основним гравцем атакувальної ланки команди. У складі «Велес Сарсфілда» був одним з головних бомбардирів команди, маючи середню результативність на рівні 0,33 гола за гру першості. У національному чемпіонаті 1985 року з 12-ма забитими голами став найкращим бомбардиром турніру.
1986 року уклав контракт з «Бока Хуніорс», у складі якого провів наступні три роки своєї кар'єри гравця. Граючи у складі «Бока Хуніорс» також здебільшого виходив на поле в основному складі команди. В новому клубі був серед найкращих голеодорів, відзначаючись забитим голом в середньому майже у кожній другій грі чемпіонату.
1989 року перейшов до мексиканського «Веракруса», за який відіграв останні п'ять сезонів кар'єри. Тренерським штабом нового клубу також розглядався як гравець «основи». І в цій команді продовжував регулярно забивати, в середньому 0,56 рази за кожен матч чемпіонату. 1990 року ставав найкращим бомбардиром мексиканської першості.

## Виступи за збірну
1988 року  захищав кольори олімпійської збірної Аргентини. У складі цієї команди провів 4 матчі. У складі збірної — учасник  футбольного турніру на тогорічних Олімпійських іграх у Сеулі, де аргентинці припинили боротьбу на стадії чвертьфіналів.